# Natti Natasha
Natalia Alexandra Gutiérrez Batista (Santiago de los Caballeros, 10 december 1986), beter bekend als Natti Natasha, is een Dominicaanse zangeres. Haar debuutalbum All About Me, werd uitgebracht op 28 maart 2012 door Orfanato Music Group. Haar bekendste nummers zijn Criminal met Ozuna, Amantes de una Noche met Bad Bunny, No Me Acuerdo met Thalía en Sin Pijama met Becky G.

## Biografie
Natti Natasha werd op 10 december 1986 geboren in Santiago de los Caballeros, Dominicaanse Republiek, waar ze in haar jeugd al met muziek begon. Toen ze acht jaar was begon ze aan de Fine Arts School in Santiago te studeren, waar ze lessen volgde en haar zang ontwikkelde. Van jongs af aan nam ze artiesten zoals Bob Marley, Jerry Rivera en vooral Lauryn Hill als voorbeelden.

## Discografie

### Studioalbums
- ilumiNATTI (2019)
- Nattividad (2021)
- Nasty Singles (2024)
- Natti Natasha en Amargue (2025)

### Extended plays
- All About Me (2012)

### Live-albums
- Regalo de madre (2022)

### Singles

#### Eigen nummers
| Jaar | Titel                  | Met                                                                |
| ---- | ---------------------- | ------------------------------------------------------------------ |
| 2013 | Makossa                | -                                                                  |
| 2016 | Otra Cosa              | Daddy Yankee                                                       |
| 2017 | Criminal               | Ozuna                                                              |
| 2018 | Amantes de una Noche   | Bad Bunny                                                          |
| 2018 | Tonta                  | RKM & Ken-Y                                                        |
| 2018 | Sin Pijama             | Becky G                                                            |
| 2018 | No Me Acuerdo          | Thalía                                                             |
| 2018 | Quien Sabe             | -                                                                  |
| 2018 | Justicia               | Silvestre Dangond                                                  |
| 2018 | Buena Vida             | Daddy Yankee                                                       |
| 2018 | Me Gusta               | solo of met Farukko                                                |
| 2018 | Lamento Tu Perdida     | -                                                                  |
| 2019 | Pa' Mala Yo            | -                                                                  |
| 2019 | La Mejor Versión De Mí | solo of met Romeo Santos                                           |
| 2019 | Te Lo Dije             | Anitta                                                             |
| 2019 | Obsesión               | -                                                                  |
| 2019 | Oh Daddy               | -                                                                  |
| 2019 | No Lo Trates           | Pitbull en Daddy Yankee                                            |
| 2019 | No Voy A Llorar        | -                                                                  |
| 2019 | Runaway                | Sebastián Yatra, Daddy Yankee en Jonas Brothers                    |
| 2019 | Deja Tus Besos         | solo of met Chencho Corleone                                       |
| 2019 | Instagram              | Dimitri Vegas & Like Mike, David Guetta, Daddy Yankee en Afro Bros |
| 2020 | Viene y Va             | C. Tangana                                                         |
| 2020 | Despacio               | Nicky Jam, Manuel Turizo en Myke Towers                            |
| 2020 | Me Estás Matando       | -                                                                  |
| 2020 | Honey Boo              | CNCO                                                               |
| 2020 | Que Mal Te Fue         | solo of met Justin Quiles en Miky Woodz                            |
| 2020 | Te Mueves              | Zion & Lennox                                                      |
| 2021 | Antes Que Salga El Sol | Prince Royce                                                       |
| 2021 | Las Nenas              | Farina, Cazzu en La Duraca                                         |
| 2021 | Ram Pam Pam            | Becky G                                                            |

#### Nummers met Natti Natasha
| Jaar | Titel                                                 | Album                                  |
| ---- | ----------------------------------------------------- | -------------------------------------- |
| 2012 | Dutty Love (Don Omar met Natti Natasha)               | Don Omar Presents MTO²: New Generation |
| 2012 | Tus movimientos (Don Omar met Natti Natasha)          | Don Omar Presents MTO²: New Generation |
| 2013 | Crazy in Love (Farruko met Natti Natasha)             | single                                 |
| 2015 | Perdido en tus ojos (Don Omar met Natti Natasha)      | The Last Don II                        |
| 2015 | Te falto el valor (Tony Dize featuring Natti Natasha) | La melodía de la calle, 3rd Season     |
| 2016 | Amor de locos (Ken-Y met Natti Natasha)               | The King Of Romance                    |

#### Remix nummers met Natti Natasha
| Jaar | Titel                                                                                       | Album      |
| ---- | ------------------------------------------------------------------------------------------- | ---------- |
| 2012 | Te Dijeron (Remix) (Plan B met Don Omar, Natti Natasha en Syko el Terror)                   | La Formula |
| 2018 | El Baño (Remix) (Enrique Iglesias met Bad Bunny en Natti Natasha)                           | single     |
| 2018 | Dura (Remix) (Daddy Yankee met Natti Natasha, Bad Bunny en Becky G)                         | single     |
| 2019 | DJ No Pare (Remix) (Justin Quiles met Natti Natasha, Farruko, Zion, Dalex en Lanny Tavárez) | single     |
| 2020 | Fantasias (Remix) (Rauw Alejandro met Farruko, Anuel AA, Natti Natasha en Lunay)            | single     |
| 2020 | Diosa (Remix) (Myke Towers met Anuel AA en Natti Natasha)                                   | single     |
| 2020 | Ayer Me Llamó Mi Ex (Remix) (Khea met Natti Natasha en Prince Royce                         | single     |

- International Standard Name Identifier: 0000 0004 0768 2307
- Library of Congress Control Number: n2017061779
- MusicBrainz: 25be91ac-7d7c-441f-a7d2-98e35d642e4c
- Virtual International Authority File: 6150868269022072565
- WorldCat: E39PBJdmhpYJk6jMtwY9xxyrv3